# Barons Court (métro de Londres)
Pour le quartier, voir Baron's Court.
Barons Court est une station de la District line et de la Piccadilly line du métro de Londres, en zone 2. Elle est située à West Kensington dans le Hammersmith et Fulham.

## À proximité
- Complexe de tennis du Queen's Club qui accueille le tournoi de tennis du Queen's, tournoi de tennis professionnel.